# Плос, Кристоф
Кристоф Плос (нем. Christoph Ploß; род. 19 июля 1985) — немецкий политический деятель Христианско-демократического союза (ХДС), член Бундестага от земли Гамбург с 2017 года. Кроме того, он является председателем ХДС в Гамбурге.

## Ранняя карьера
Плос изучал историю и политологию в Гамбургском университете. Затем он получил степень магистра искусств в области истории с упором на европейские исследования в Гамбурге в 2011 году. В 2012 году он поступил в докторантуру Гамбургского университета и работал на члена Бундестага от ХДС Дирка Фишера. Плос получил докторскую степень в 2017 году, защитив диссертацию на тему «Общество Нового Содружества» (нем. «New Commonwealth Society»).
С 2015 по 2017 год Плос работал по связям со СМИ в Bauer Media Group.

## Политическая карьера
Плос стал депутатом Бундестага после парламентских выборов 2017 года в Германии.
Он является членом Комитета по европейским делам и Комитета по транспорту и цифровой инфраструктуре. Он также является председателем парламентской группы «Арабоязычных стран Ближнего Востока».
В 2020 году Роланд Хайнце предложил Плоса в качестве кандидата на его место на посту председателя ХДС в Гамбурге; на партийном съезде Плос был впоследствии избран большинством в 86 процентов. В преддверии выборов 2021 года Плос был избран руководителем кампании ХДС в Гамбурге.

## Политические позиции
В 2020 году Плос выступил против планов ввести обязательную квоту для женщин в региональных и национальных руководящих органах ХДС к 2025 году.
Перед выборами руководства христианских демократов, Плос поддержал Фридриха Мерца на пост председателя партии.